# Fraser Lake (Columbia Britannica)
Fraser Lake è un villaggio della provincia canadese della Columbia Britannica. È situato nel lato sud-ovest del Lago Fraser
Secondo il censimento del 2024, il villaggio aveva 1.020 abitanti.

## Origini del nome
Il nome ''Fraser Lake'' deriva dall'esploratore britannico Simon Fraser.

## Storia
Nel 1806, Simon Fraser, fondò un avamposto per il commercio di pellicce, vicino all'estremità orientale del Lago Fraser.
Nel 1914 Fraser Lake diventò una città., mentre il 27 settembre del 1966 è stata ufficialmente incorporata come villaggio.